# Ipomoea durangensis
Ipomoea durangensis är en vindeväxtart som beskrevs av Homer Doliver House. Ipomoea durangensis ingår i släktet praktvindor, och familjen vindeväxter. Inga underarter finns listade i Catalogue of Life.